# Hrasnica
Hrasnica – miasto w Bośni i Hercegowinie, w Federacji Bośni i Hercegowiny, w kantonie sarajewskim. Według danych szacunkowych na rok 2009 liczy 9951 mieszkańców.